# Alta (Noorwegen)
Alta (Samisch: Álaheadju; Kveens: Alattio) is een gemeente in de Noorse fylke Finnmark. De gemeente telde 21.317 inwoners op 1 januari 2023.
Alta heeft de bijnaam "Nordlysbyen Alta" oftewel "Noorderlichtstad Alta" gekregen vanwege het feit dat de kans relatief groot is om Aurora Borealis waar te nemen. Dit doordat dat er boven het gebied rond Alta over het algemeen minder bewolking hangt dan boven andere plaatsen in Noorwegen.

## Geografie
De gemeente omvat 3845 km² en ligt in het westen van de provincie Finnmark. Van 1 januari 2020 tot en met 31 december 2023 was Alta gelegen in het midden van de provincie Troms og Finnmark. Deze fusieprovincie behoort sinds 1 januari 2024 tot het verleden.
Het gebied is rondom de Altafjord gelegen en kent grote bosgebieden. Ook maken de hogere gedeeltes van de Finnmarksvidda onderdeel uit van de gemeente. De rivier Alta stroomt door een van de grootste kloven in Europa en mondt bij Alta uit in de Altafjord, een randzee van de Atlantische Oceaan.
Het grootste deel van de bevolking van de gemeente woont in de stad Alta, die zich uitstrekt langs het zuiden van de fjord.

## Klimaat
De zomertemperaturen zijn vergelijkbaar met de zuidelijke delen van Noorwegen. Het klimaat is zeer droog, gemiddeld valt er per jaar slechts 400 mm regen.

## Geschiedenis

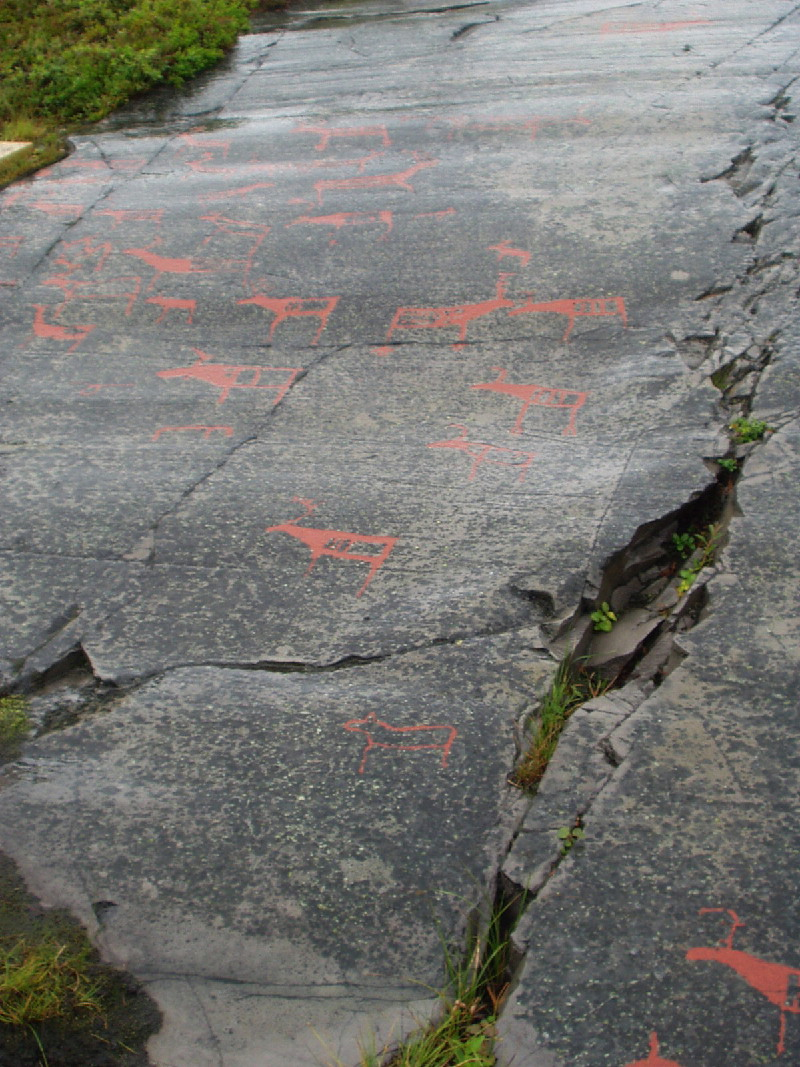
Rotskunst van Alta

Alta is met name bekend door rotskunst van Alta (eigenlijk van Jiepmaluokta) die in de rotsen gevonden zijn. De oudste afbeeldingen dateren van voor 5000 jaar voor onze jaartelling, de jongste zijn van het begin van onze jaartelling. De rotstekeningen staan op de Werelderfgoedlijst.
In de Tweede Wereldoorlog gebruikte het Duitse slagschip Tirpitz de Kåfjord, een inham van de Altafjord, als haven. Het schip werd herhaaldelijk gebombardeerd door de geallieerden zodat het de Kåfjord in 1944 moest verlaten. Alta is in de herfst van 1944 door de Wehrmacht, tijdens de operatie Nordlicht, bijna geheel vernietigd. Naast de Altakirche stonden nog maar enkele gebouwen overeind.
Alta was in 1979 wekenlang in het nieuws omdat veel mensen protesteerden tegen de bouw van een stuwdam. Ondanks de protesten werd de dam toch gebouwd en de rivier levert nog steeds goede zalm op.
In 1999 kreeg Alta stadsrechten, aangezien de bevolking in de laatste jaren sterk is gegroeid.
Op 1 januari 2020 ging Alta behoren tot de nieuwe fusieprovincie Troms og Finnmark in het kader van de provinciale hervormingen die door het kabinet-Solberg werden doorgevoerd. Na het aantreden van het centrumlinkse kabinet-Støre in 2021 werd besloten om de fusie terug te draaien. Op 10 mei 2022 stemde een meerderheid van de inwoners van Alta in een referendum voor aansluiting bij de “nieuwe” provincie Finnmark.

## Alta-stad
Alta is het communicatiecentrum in Finnmark. Het beschikt namelijk over een haven in het stadscentrum. De belangrijkste activiteiten in Alta bestaan uit handel, kleine industrie, onderwijs en openbare diensten. De stad is ook beroemd vanwege de leisteenindustrie.

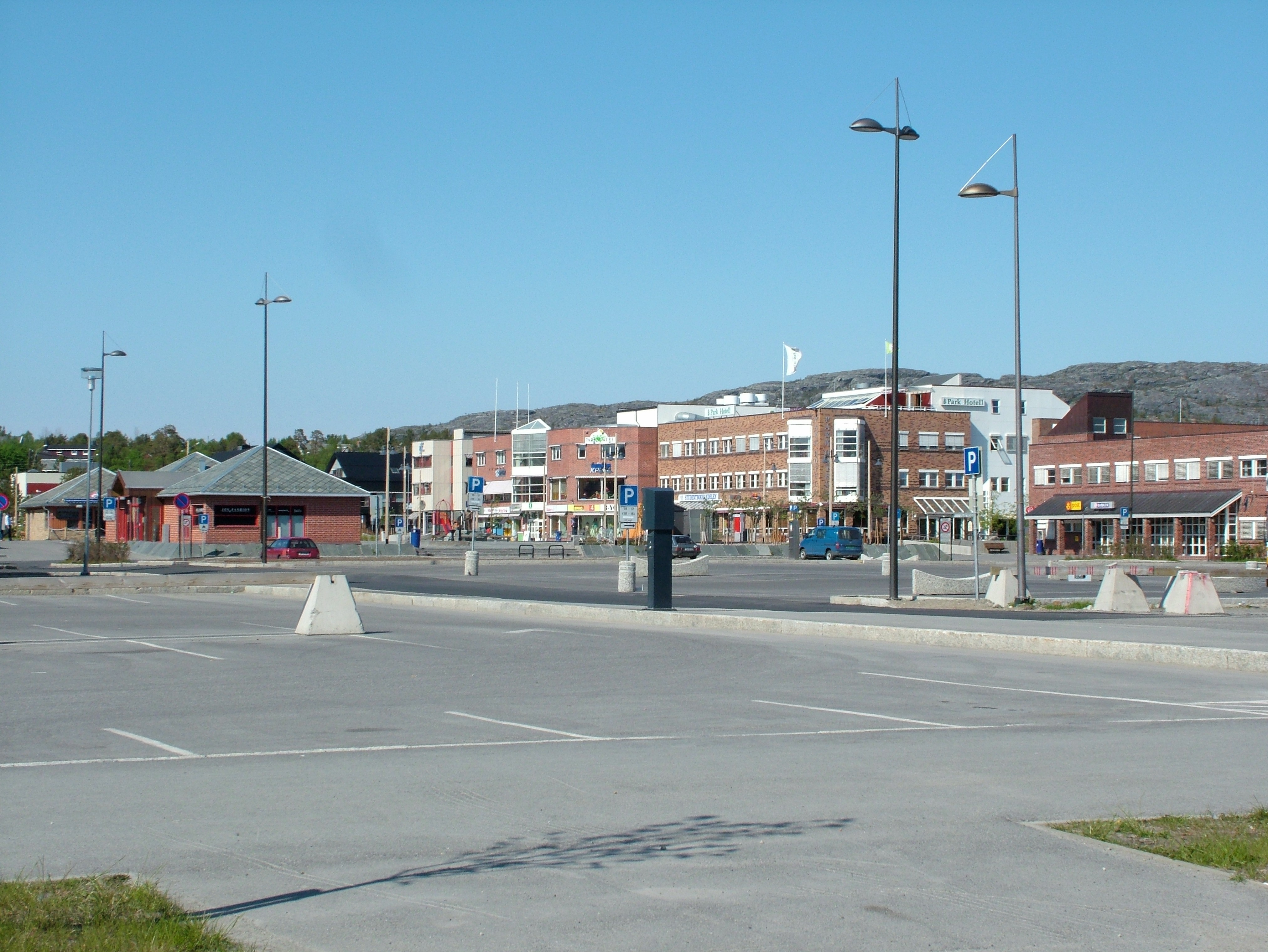
Het centrum van Alta

De hogeschool van Finnmark (Høgskolen i Finnmark) is in Alta gelegen, net zoals de onderzoekinstelling Norut NIBR Finnmark.
Voorts is de stad Alta te bereiken via de Europese weg 6 (oost-west) en de Noorse rijksweg 93 die zuidwaarts de Finnmarksvidda in loopt, in de richting van Kautokeino. 
Ook heeft de stad een vliegveld: Luchthaven Alta. Via de luchthaven van Alta werden 308.000 passagiers vervoerd in 2004. Er zijn onder andere directe vluchten naar Oslo.
Omdat Alta aan een fjord ver landinwaarts ligt, wordt het niet aangedaan door de veerdienst Hurtigruten. 
Op de natuurijsbaan van Alta waar schaatscoach Jarle Pedersen vandaan komt werd in februari 2015 een interland verreden met collega-schaatsers Ard Schenk, Jan Bols, Yep Kramer, Ben van der Burg, Mark Tuitert, Bart Veldkamp, Roar Grönvold, Magne Thomassen, Kjell Storelid, Ådne Søndrål en Frode Bartholdsen.
Net ten zuiden van de stad, ligt een voor deze plaats ongebruikelijk bos. Het bestaat uit loofbomen; door de warme golfstroom en de beschutting door de bergen tegen de koude oosten- en zuidenwind kunnen loofbomen hier tot volle wasdom komen, terwijl de loofboomgrens vele kilometers zuidelijker ligt.

## Plaatsen in de gemeente
- Alta
- Rafsbotn
- Tverrelvdalen

## Geboren
- Tore Reginiussen (1986), Noors voetballer
- Finn Hågen Krogh (1990), Noors langlaufer
- Anna Odine Strøm (1998), Noors schansspringster